# Allium anisopodium
Allium anisopodium — вид рослин з родини амарилісових (Amaryllidaceae); поширений у центральній Азії.

## Опис
Цибулини скупчені, субциліндричні; оболонка фіолетово-коричнева або від чорнувато-коричневої до сірувато-коричневої. Листки майже рівні стеблині, завширшки 1–2(4) мм, гладкі або шершаві вздовж кутів. Стеблина (20)30–50(65) см, циліндрична, тонкокутна, гладка або шершава, вкрита листовими піхвами лише біля основи. Зонтик нещільний. Оцвітина від блідо-пурпурової до пурпурово-червоної; зовнішні сегменти від яйцювато-довгастих до широких, 4–5 × 2–3 мм, верхівки тупі; внутрішні зворотнояйцеподібно-довгасті, 4–5 × 2.2–3.2 мм, верхівка від усіченої до тупо-усіченої. Період цвітіння: липень — вересень.

## Поширення
Поширення: Казахстан, Монголія, північний Китай, Росія — Сибір, Далекий Схід.
Населяє схили, пасовища, піщані місця.